# جان بیرن (کمیک)
جان بیرن (انگلیسی: John Byrne (comics)؛ زادهٔ ۶ ژوئیهٔ ۱۹۵۰) یک پدیدآور اهل ایالات متحده آمریکا است.
وی بیشتر برای همکاریش با مارول کامیکس و دی‌سی کامیکس و خلق مردان اکس، چهار شگفت‌انگیز و سوپرمن شناخته می‌شود.